# Țânțăreni (Gorj)
Țânțăreni ist eine Gemeinde im Süden des Kreises Gorj in Rumänien. Die Gemeinde setzt sich aus den Dörfern: Arpadia, Chiciora, Florești und Țânțăreni selbst zusammen.
In der historischen Region Kleine Walachei befindet sich das Gemeindezentrum am Drum național 66 – Teilstück der Europastraße 79 – und an der Bahnstrecke Simeria–Petroșani–Filiași. Die nächstgelegene Kleinstadt von Țânțăreni ist Filiași, die vier Kilometer südlich im Kreis Dolj liegt.
Von den 5197 Bewohnern der Gemeinde Țânțăreni waren 4425 Rumänen und 483 bekannten sich als Roma.